# Ерроу-Рок (Міссурі)
Ерроу-Рок (англ. Arrow Rock) — селище (англ. village) в США, в окрузі Салін штату Міссурі. Населення — 60 осіб (2020).

## Географія
Ерроу-Рок розташований за координатами 39°4′12″ пн. ш. 92°56′50″ зх. д. / 39.07000° пн. ш. 92.94722° зх. д. (39.070000, -92.947247).  За даними Бюро перепису населення США в 2010 році селище мало площу 0,35 км², уся площа — суходіл.

## Демографія
Згідно з переписом 2010 року, у місті мешкало 56 осіб у 36 домогосподарствах у складі 16 родин. Густота населення становила 162 особи/км².  Було 61 помешкання (177/км²).
Расовий склад населення:
| - 98,2 % — білих |

До двох чи більше рас належало 1,8 %. Частка іспаномовних становила 0,0 % від усіх жителів.
За віковим діапазоном населення розподілялося таким чином: 1,8 % — особи молодші 18 років, 57,1 % — особи у віці 18—64 років, 41,1 % — особи у віці 65 років та старші. Медіана віку мешканця становила 61,7 року. На 100 осіб жіночої статі у місті припадало 86,7 чоловіків;  на 100 жінок у віці від 18 років та старших — 83,3 чоловіків також старших 18 років.
Цивільне працевлаштоване населення становило 25 осіб. Основні галузі зайнятості: транспорт — 32,0 %, роздрібна торгівля — 24,0 %, мистецтво, розваги та відпочинок — 24,0 %.